# Oleg Mensjikov
Oleg Jevgenjevitj Mensjikov, PAR (Russisk: Оле́г Евге́ньевич Ме́ньшиков; født 8. november 1960) er en russisk skuespiller, teaterdirektør og sanger. Han er den nuværende kunstneriske leder af Jermolova Teatret i Moskva.
Internationalt er Mensjikov bedst kendt for sine roller i Nikita Mikhalkovs film Brændt af solen (1994), Sibirskij tsirjulnik (da.:Den sibiriske barber (1998), Exodus - Brændt af Solen 2 (2010) og Citadel - Brændt af Solen 2 (2011), samt for sin præstation i Régis Wargniers fransk-russiske Est - Ouest (1999).
Mensjikov er modtager af en Laurence Olivier-pris, en Nika-pris og tre statspriser fra Den Russiske Føderation samt modtager af Den Russiske Føderations Æresorden.

## Opvækst og uddannelse
Mensjikov er født i Serpukhov i Moskva oblast af far Jevgenij (født 1934), en militæringeniør, og mor Jelena (født 1933), en læge.
Ved siden af grundskolen gik Mensjikov også på musikskole, hvor han spillede klaver og violin. I 1977 tilmeldte han sig Mikhail Shchepkin Teater Skole, hvor han studerede skuespil under Vladimir Monakhov.

## Karriere
Mensjikov havde sin debutrolle i tv-filmen Zhdu i nadeyus fra 1980. Året efter debuterede han på film i Rodnja (da.: Slægtninge, der var hans første samarbejde med Nikita Mikhalkov. Mensjikov spillede derefter hovedrollen i en række succesfulde film, der gjorde ham til en stjerne i Sovjetunionen, herunder biroller i Poljoty vo sne i najavu (da.: Flyvninger mellem drøm og virkelighed (1983), Po glavnoj ulitse s orkestrom (da.: Langs hovedgaden med orkester (1986) og hovedroller i Moj ljubimyj kloun (da.: Min yndlingsklovn'' (1986) og Moonzund (1988). Han høstede yderligere kritikerros for sin præstation i Djuba-Djuba (1992), som han blev nomineret til en Nika Award for.
Mensjikov tiltrak sig international medieopmærksomhed i Globe Theatres produktion af When She Danced, for hvilken han vandt Laurence Olivier-prisen for bedste mandlige birolle i 1992. Han fik yderligere succes med Nikita Mikhalkovs Brændt af solen, hvor han portrætterede en manipulerende og selvmordstruet NKVD-agent under Josef Stalins udrensninger. Brændt af solen vandt hovedprisen ved Cannes Film Festival og modtog en Oscar for bedste fremmedsprogede film. Mensjikov gentog sin rolle i efterfølgerne Exodus - Brændt af Solen 2 (2010) og Citadel - Brændt af Solen 2 (2011).
I 1996 spillede Mensjikov hovedrollen i Sergej Bodrovs Bjergenes fange, for hvilken han vandt en Nika-pris for bedste mandlige hovedrolle. Han spillede senere hovedrollen i Mikhalkovs Sibirskij tsirjulnik (da.: Den sibiriske barber)  (1998) overfor Julia Ormond og i Régis Wargniers Est - Ouest (1999) overfor Sandrine Bonnaire og Catherine Deneuve. Senere roller inkluderer præstationer i tv-serien Mistænkt 6 (2003), filmene Statskij sovetnik (da.: Statsrådsmedlemmet (2005) som Erast Fandorin og Legenda No. 17 (2013) som ishockeytræneren Anatolij Tarasov.
I 1997 var Mensjikov formand for juryen ved den 20. Moskva Internationale Filmfestival. Siden 2012 har han fungeret som kunstnerisk leder af Jermolova Teatret i Moskva.
Mensjikov har tre gange vundet Den Russiske Føderations årlige statspris for sit enestående bidrag til filmkunsten. I 2003 blev han udnævnt til Ruslands Folkekunstner. Mensjikov blev tildelt Æresordenen i 2010.

## Privatliv
I 2005 blev Mensjikov sig med skuespillerkollegaen Anastasia Tjernova. Han bor i Moskva.

## Filmografi i udvalg
| Dansktitel                         | Russisk titel                        | År   | Rolle                             | Noter                        |
| ---------------------------------- | ------------------------------------ | ---- | --------------------------------- | ---------------------------- |
| Slægtninge                         | Rodnja                               | 1981 | Kirill                            |                              |
| Pokrovskij-porten                  | Pokrovskije vorota                   | 1982 | Konstantin Romin                  |                              |
| Flyvninger i drømme og virkelighed | Poljoty vo sne i najavu              | 1982 | Alisas ven                        |                              |
| Moonzund                           | Moonzund                             | 1987 | Sergej Artenjev                   |                              |
| Min yndlingsklovn                  | Moj ljubimyj kloun                   | 1986 | Sergej Sinicyn                    |                              |
| Langs hovedgaden med et orkester   | Po glavnoj ulitse s orkestrom        | 1987 | Korolykov                         |                              |
| Djuba-Djuba                        | Djuba-Djuba                          | 1992 | Andrej Pletnjov                   |                              |
| Burnt by the Sun                   | Utomljonnye solntsem                 | 1994 | Dmitrij Arsentjev                 |                              |
| Bjergenes fange                    | Kavkazskij plennik                   | 1996 | Sanja "Slaj"                      |                              |
| Den sibiriske barber               | Sibirskij tsirjulnik                 | 1998 | Andrej Tolstoj / Andrew McCracken |                              |
| Est - Ouest                        | Восток-Запад                         | 1999 | Aleksej Golovin                   | Fransk-russisk co-produktion |
| Mistænkt                           | Eng: Prime Suspect 6                 | 2003 | Milan Lukic                       | Britisk tv-serie, 2 episoder |
| Statsrådsmedlemmet                 | Statskij sovetnik                    | 2005 | Erast Fandorin                    |                              |
| Guldkalven                         | Zolotoj teljonok                     | 2006 | Ostap Bender                      | Tv-miniserie                 |
| Doctor Zhivago                     | Доктор Живаго                        | 2006 | Jurij Zhivago                     | Tv-miniserie                 |
| Exodus - Brændt af Solen 2         | Utomljonnye solntsem 2: Predstojanie | 2010 | Dmitrij Arsentjev                 | Del 2 af Exodus udkom i 2011 |
| Hvad mænd taler om                 | O tjom govorjat muzjtjiny            | 2010 | sig selv                          | Cameo optræden               |
| Citadel - Brændt af Solen 2        | Utomljonnye solntsem 2: Tsitadel     | 2011 | Dmitrij Arsentjev                 | Tv-serie                     |
| Legende nr. 17                     | Legenda No. 17                       | 2013 | Anatolij Tarasov                  |                              |
| Attraktion                         | Pritjazjenije                        | 2017 | Valentin Lebedev, oberst          |                              |
| Gogol. Begyndelsen                 | Gogol. Natjalo                       | 2017 | Jakov Guro                        |                              |
| Gogol. Frygtelig hævn              | Gogol. Strasjnaja mest               | 2018 | Jakov Guro                        |                              |
| Invasion                           | Vtorzjenije                          | 2020 | generalmajor Valentin Lebedev     |                              |

## Udmærkelser
- Frankrig: Ordre des Palmes Académiques (2003)
- Rusland: Folkets kunstner i Rusland (2003)
- Rusland: Æresordenen (2010)
- Rusland: Lev Nikolaev- medaljen for kunstnerisk præstation